# Vraný
Vraný (Duits: Wranney of Wrana) is een Tsjechische gemeente in de regio Midden-Bohemen, en maakt deel uit van het district Kladno.
Vraný telt 800 inwoners (2023).

## Geografie
De gemeente Vraný bestaat uit de volgende plaatsen:
- Vraný;
- Horní Kamenice;
- Lukov.

## Geschiedenis
De eerste bekende eigenaar van Vraný wordt genoemd in een document uit 1341: Bedřich van Vraného (Friderico de Wraného), wiens familie (vladyks van Vrane. De eerste schriftelijke vermelding van het dorp dateert echter al uit 1228. Vanaf 1434 was Vraný in het bezit van Zajíc van Házmburk. Op verzoek van Jan IV Zajíc van Házmburk kreeg Vraný van koning op 4 april 1513 Wladislaus II van Hongarije stadsrechten. Op 14 mei 1538 kende keizer Ferdinand I het wapen toe dat vandaag de dag nog steeds in gebruik is. De laatste eigenaar van Vraný, voor het afschaffen van het feodalisme, was de leider van het Sint-Vituskapittel op de Praagse burcht.
Horní Kamenice en Lukov werden in 1980 geannexeerd. Op 10 oktober 2006 werd Vraný wederom een gemeente, nadat de gemeente eerder was opgeheven.

## Demografie
| 1869 | 1880 | 1890 | 1900 | 1910 | 1921 | 1930 | 1950 | 1961 | 1970 | 1980 | 1991 | 2001 | 2011 | 2023 |
| ---- | ---- | ---- | ---- | ---- | ---- | ---- | ---- | ---- | ---- | ---- | ---- | ---- | ---- | ---- |
| 937  | 1013 | 1060 | 1104 | 975  | 1008 | 965  | 737  | 812  | 665  | 756  | 741  | 723  | 728  | 800  |

## Voorzieningen
Er is een basisschool in het dorp.

## Verkeer en vervoer

### Autowegen
Weg II/239 loopt door de gemeente en verbindt Vraný met Černčice, Peruc en Černuc.

### Spoorlijnen
Er is geen station in Vraný. Het station in de aangrenzende gemeente Vrbičany heette tot 2011 Vraný, maar sindsdien is de naam gewijzigd in Vrbičany. Dat station ligt aan spoorlijn 110 Kralupy nad Vltavou - Slaný - Louny.

### Buslijnen
Er zijn vier bushaltes in Vraný:
| Halte                    | Lijn(en)    | Route(s)                                              | Vervoerder |
| ------------------------ | ----------- | ----------------------------------------------------- | ---------- |
| Vraný                    | 590 591 595 | Vraný - Nové Strašecí Vraný - Klobuky Peruc - Velvary | ČSAD Slaný |
| Vraný, Bytovky           | 590 591     | Vraný - Nové Strašecí Vraný - Klobuky                 | ČSAD Slaný |
| Vraný, Lukov             | 590         | Vraný - Nové Strašecí                                 | ČSAD Slaný |
| Vraný, Horní Kamenice, I | 590 595     | Vraný - Nové Strašecí Peruc - Velvary                 | ČSAD Slaný |

## Bezienswaardigheden

### Kerk van de Geboorte van Johannes de Doper
De kerk staat op een verhoogde, opvallende plaats aan de westkant van Vraný. Het betreft een laatbarok eenbeukig gebouw uit 1751 tot 1761 met een vierkante, verlichte toren en mansardedak. De kerk staat op de plaats van een oudere kerk, oorspronkelijk Romaans, later gotisch. Op de gewelven in de kerk schilderde Jan Václav Spitzer in 1760 scènes uit het leven van Johannes de Doper. Het meubilair is uitgevoerd in rococostijl. Boven het hoofdaltaar hangt een schilderij van de doop van Jezus Christus dat werd geschilderd door Ignác Raab. De preekstoel, biechtstoel en voorkant van het orgel zijn gemaakt door een houtsnijder uit de leerlingenkring van Ignác František Platzer. Het bronzen epitaaf uit 1571 werd gegoten door de Praagse klokkenmaker Brikcí z Cimperka. De kerk wordt omringd door een omheind kerkhof, dat in 1882 werd gesloten. Twee mortuaria staan aan weerszijden van de ingang van de begraafplaats.

### Kasteel van Vraný
Het kasteel van Vraný staat aan de uiterste westkant van het dorp in de buurt van de kerk. Het kasteel is barok en werd gebouwd ter vervanging van een oudere vesting tussen 1764 en 1769, als residentie van de leiders van de Sint-Vitus op de Praagse Burcht, wier gebeeldhouwde embleem in een cartouche boven het raam in de gevel is geplaatst. Het kasteel is heden ten dage in gebruik als zorginstelling. Het kasteel heeft twee verdiepingen met een op het oosten gerichte voorgevel en een paar kortere vleugels die naar het westen lopen, verbonden door een bijgebouw. Het kasteel is omgeven door een omheind park, aangelegd in 1860 door toenmalig directeur van het landgoed, František Jaroslav Čech.

### Andere bezienswaardigheden
- Slánská of Dolejší brána aan de doorgaande weg aan de oostkant van Vraný. Het is de enige overgebleven stadspoort die werd gebouwd nadat het dorp in 1513 stadsrechten kreeg. De andere poort, de Žateckápoort, werd in 1840 afgebroken.
- Gemeentehuis, oorspronkelijk uit de 16e eeuw, meermaals herbouwd na branden. De huidige vormgeving dateert uit 1865. Naast het gemeentebestuur zijn er ook een postkantoor en bibliotheek in het gebouw gevestigd.
- Sint-Rosaliekapel aan de noordkant van het dorp langs de weg naar Chernochov. Het ronde barokke gebouw met torentje op het dak werd in 1816 gebouwd op kosten van lokale inwoners Kašpar en Rozálie Liška.
- Kapel van de Heilige Drie-eenheid ten zuidoosten van het dorp, vlak bij de weg naar Páleč. Het betreft een barokke driehoekige niskapel uit het begin van de 19e eeuw.

## Galerĳ

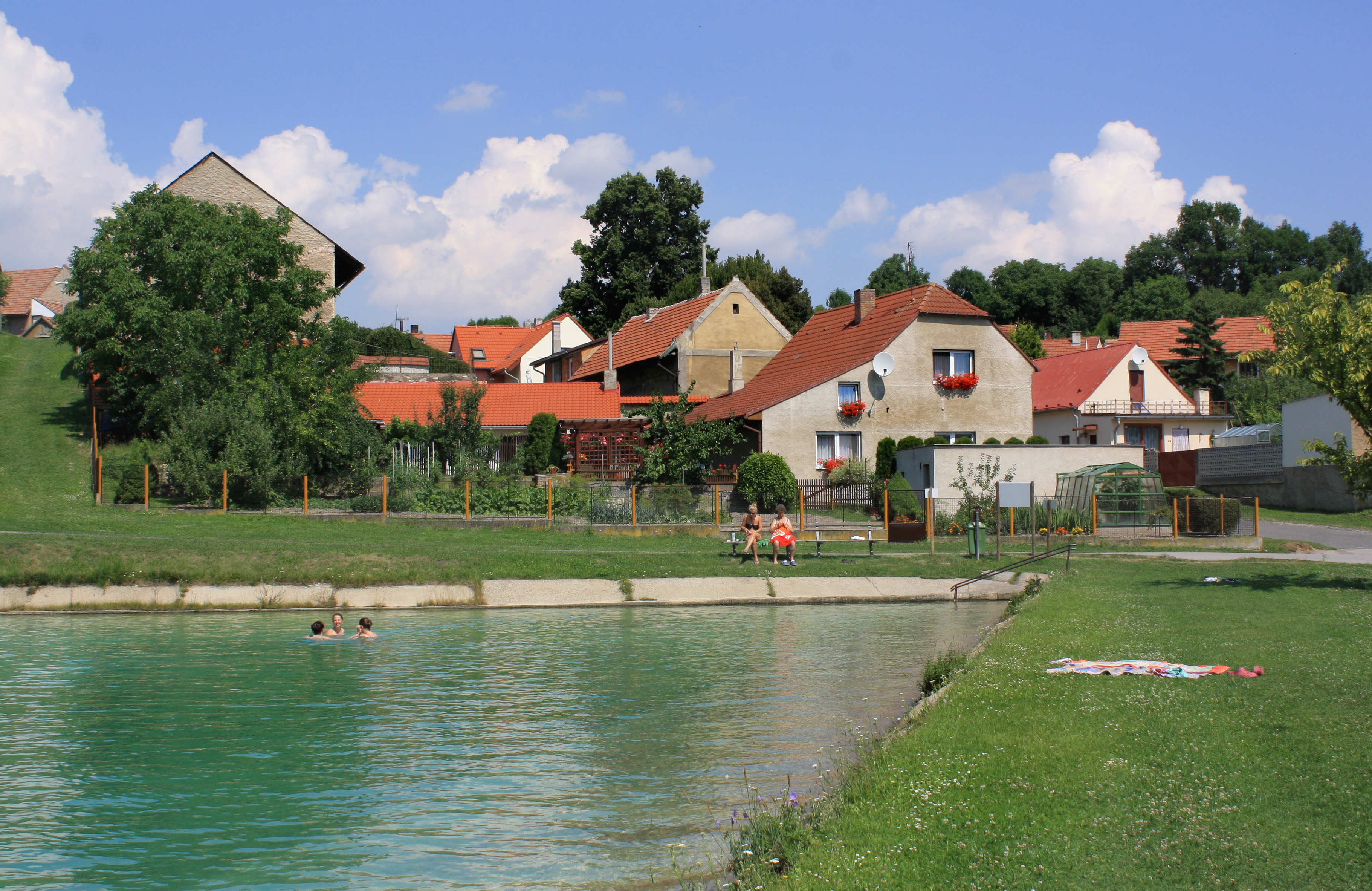
Dorpsvijver
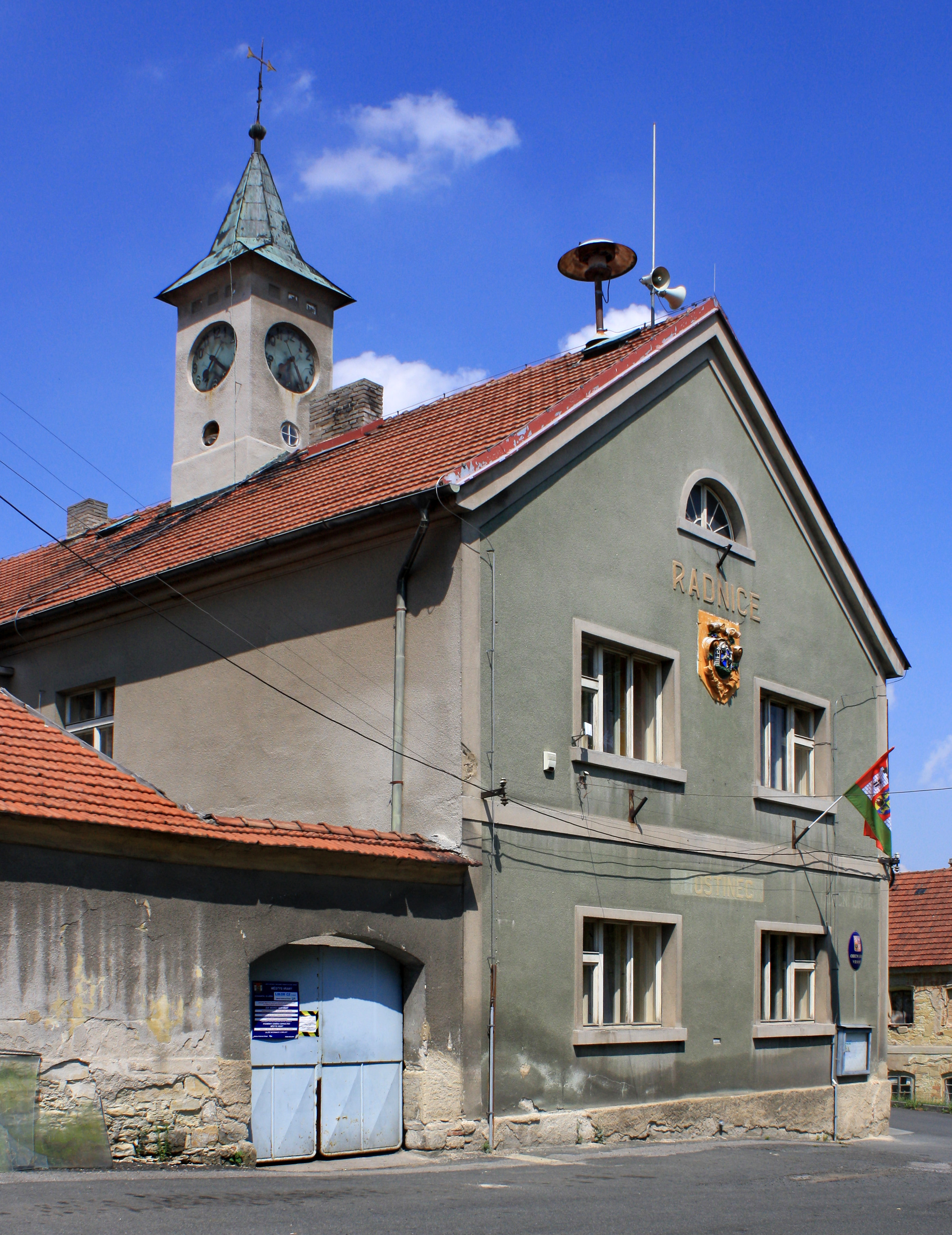
Gemeentehuis
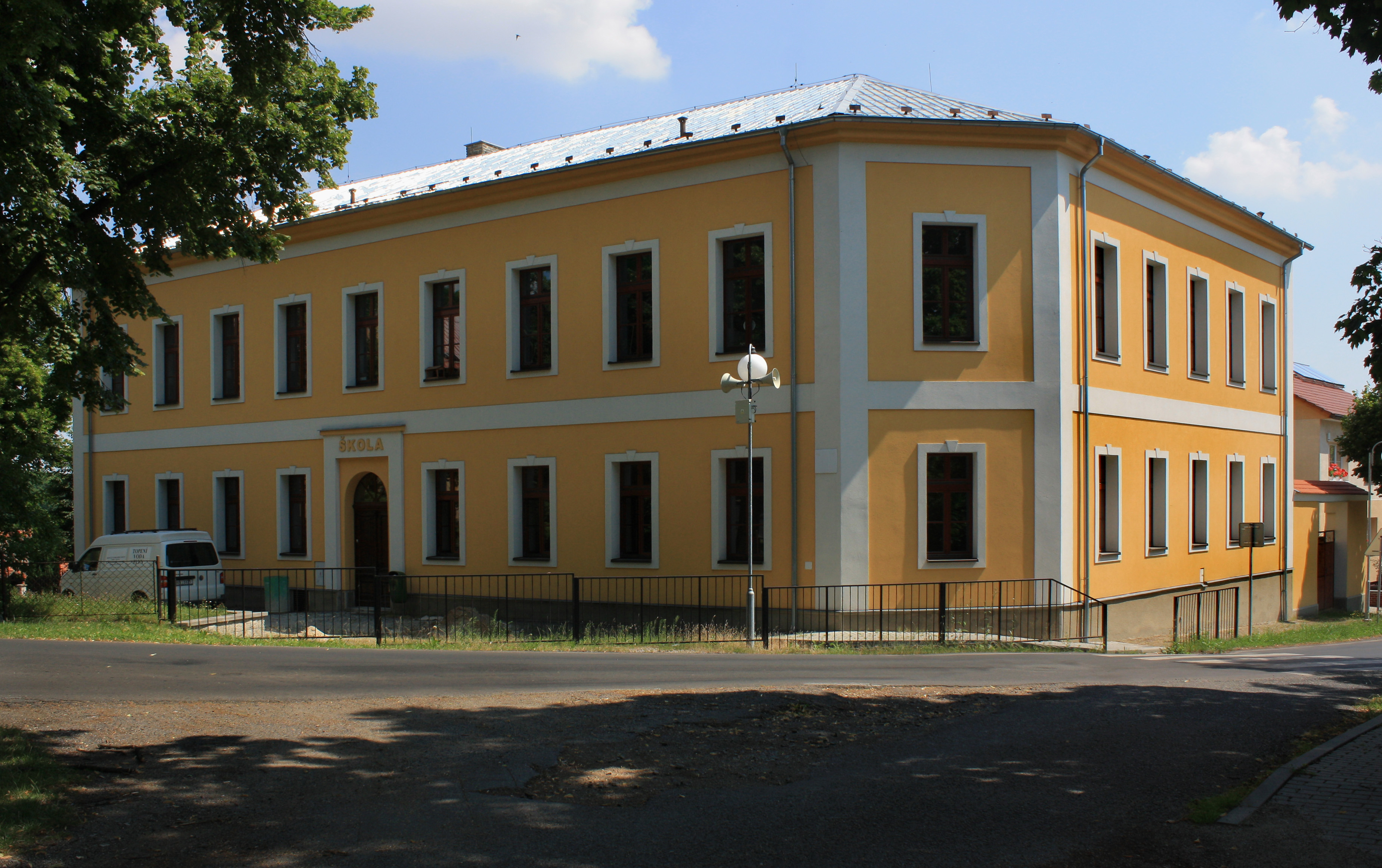
Basisschool
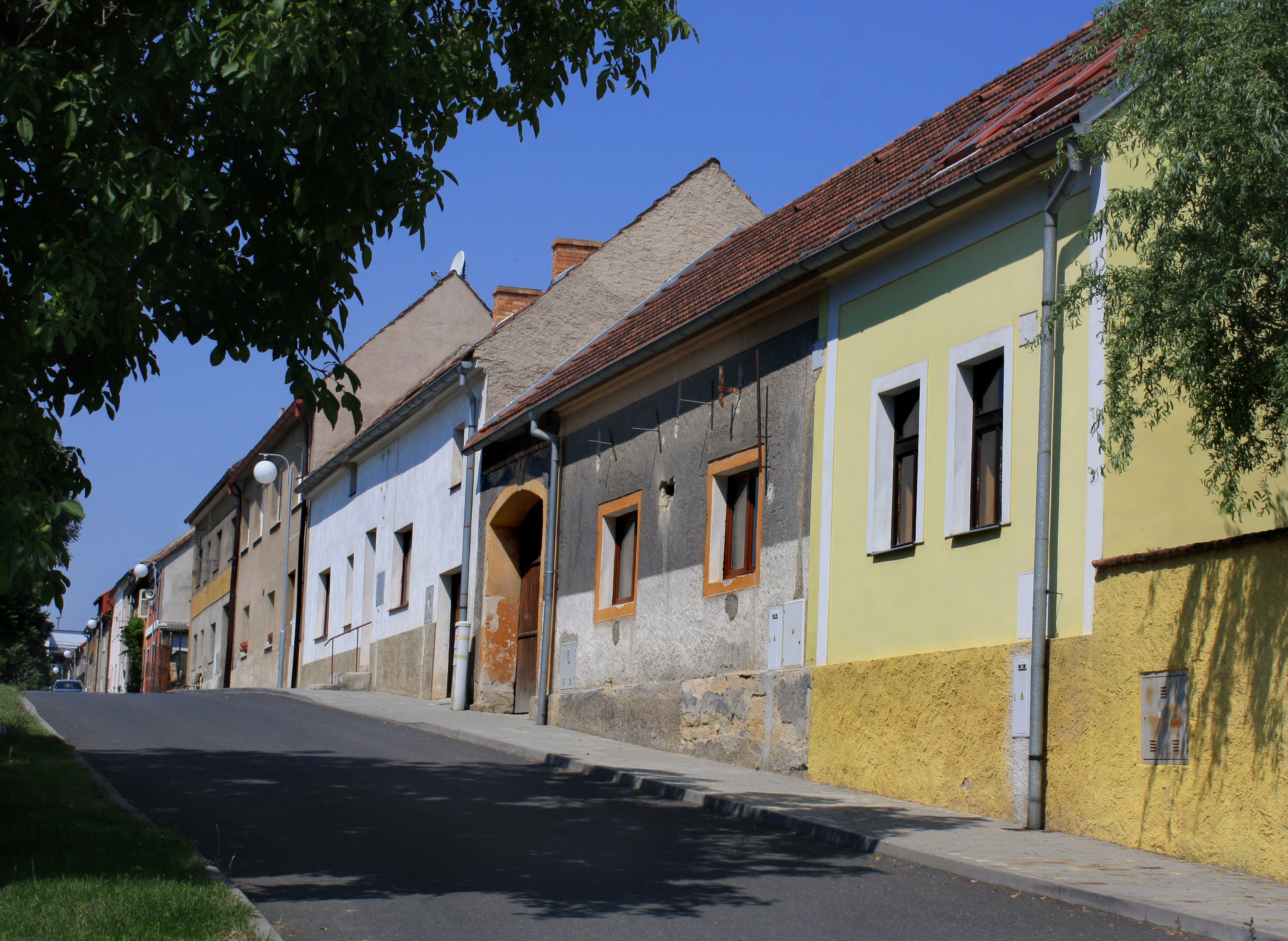
Heuvelstraat aan de noordkant van het dorp
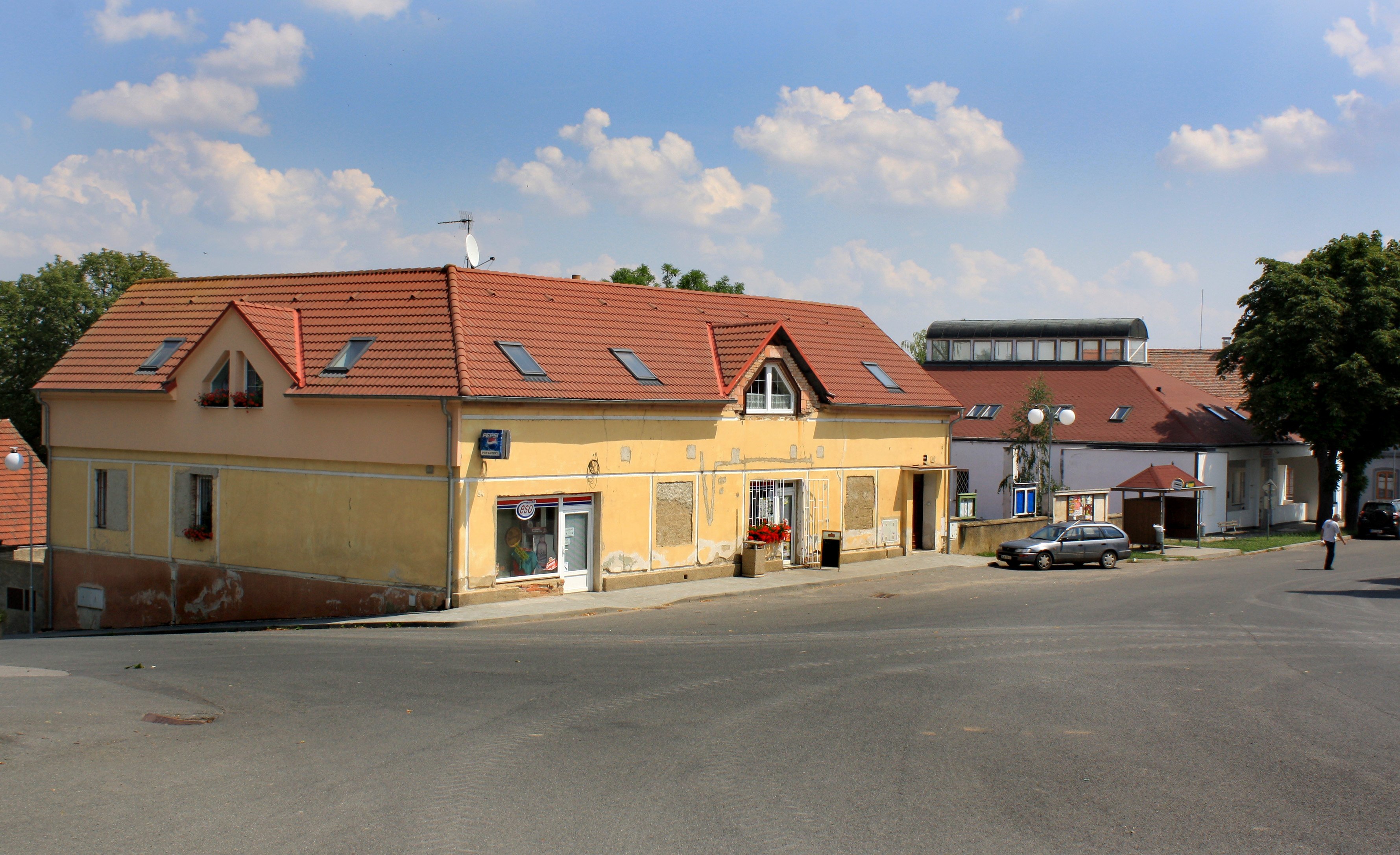
Kruidenier
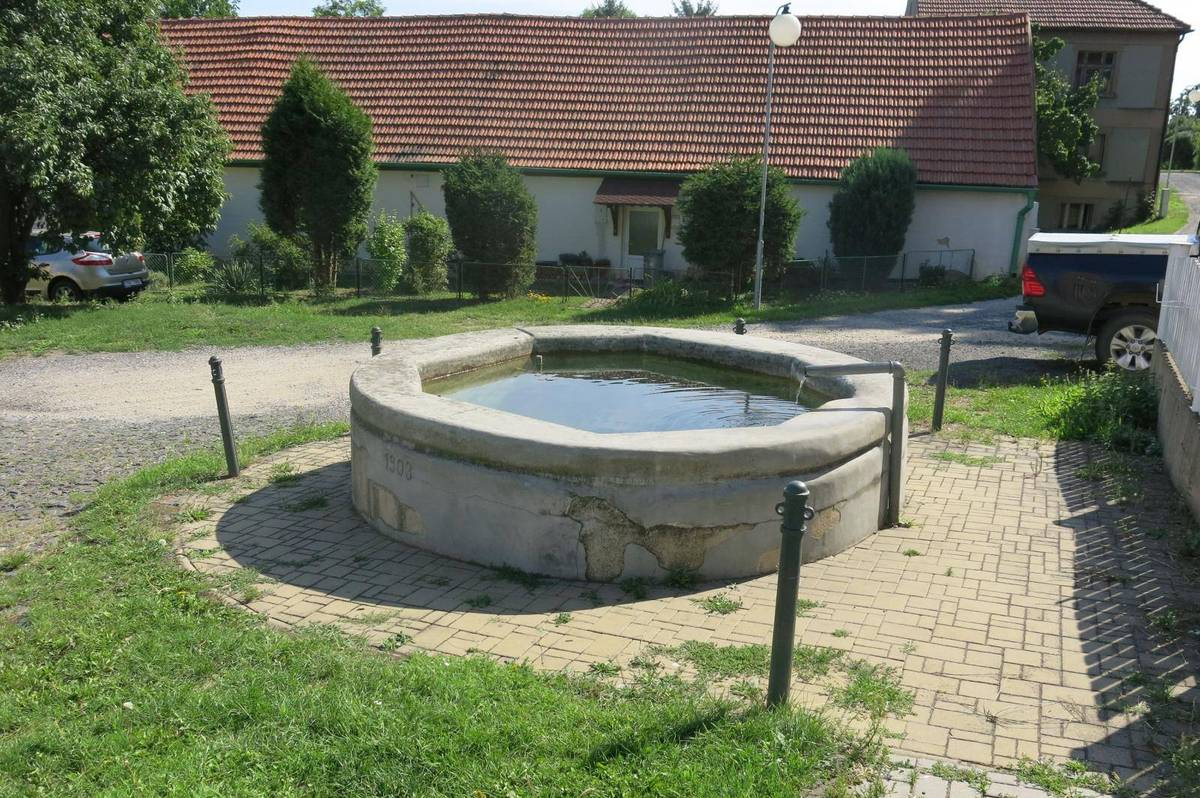
Dorpsfontein
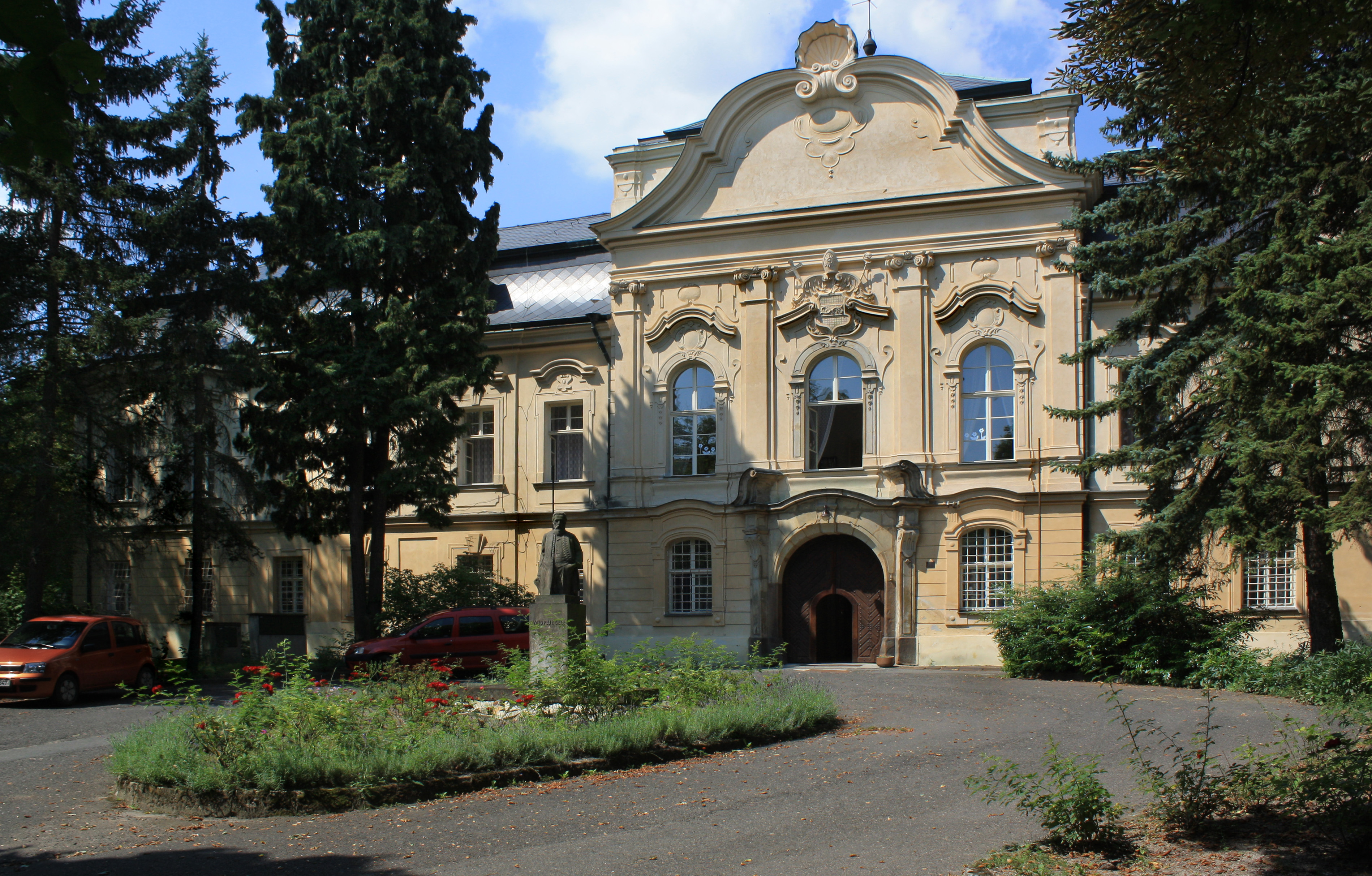
Voormalig kasteel, thans een zorginstelling
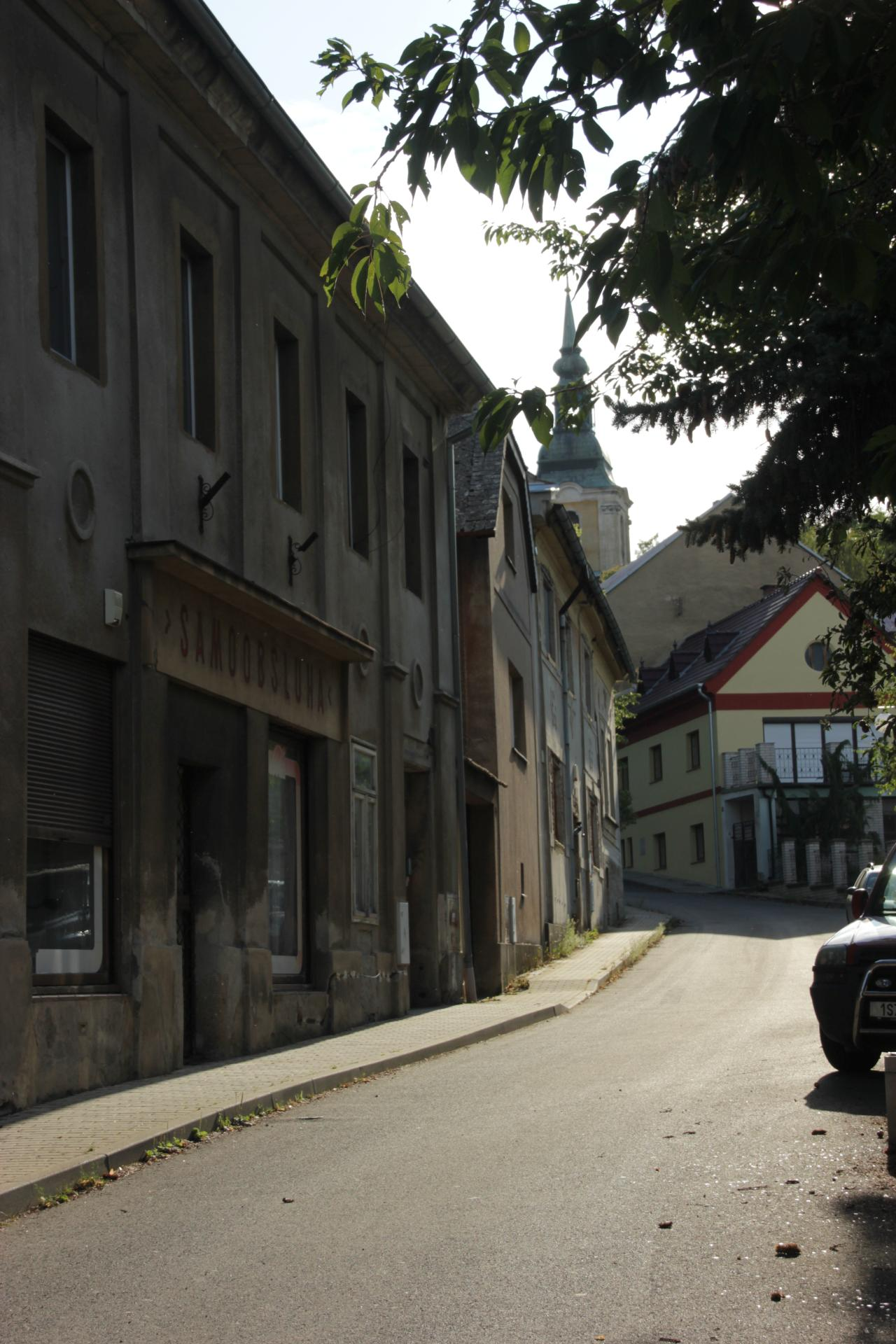
Straat naar de kerk